# Canton de Fleurance
Le canton de Fleurance est une ancienne division administrative française située dans le département du Gers et la région Midi-Pyrénées.
Après le redécoupage cantonal de 2014, l'ensemble des vingt communes du canton est intégré dans le nouveau canton de Fleurance-Lomagne, dont Fleurance est le bureau centralisateur.

## Géographie
Ce canton était organisé autour de Fleurance dans l'arrondissement de Condom. Son altitude variait de 79 m (Castelnau-d'Arbieu) à 242 m (Réjaumont) pour une altitude moyenne de 157 m.

## Composition
Le canton de Fleurance regroupait vingt communes et comptait 10 551 habitants (population municipale) au 1er janvier 2012.
| Communes              | Population (2012) | Code postal | Code Insee |
| --------------------- | ----------------- | ----------- | ---------- |
| Brugnens              | 250               | 32500       | 32066      |
| Castelnau-d'Arbieu    | 187               | 32500       | 32078      |
| Céran                 | 149               | 32500       | 32101      |
| Cézan                 | 150               | 32410       | 32102      |
| Fleurance             | 6 273             | 32500       | 32132      |
| Gavarret-sur-Aulouste | 129               | 32390       | 32142      |
| Goutz                 | 163               | 32500       | 32150      |
| Lalanne               | 91                | 32500       | 32184      |
| Lamothe-Goas          | 64                | 32500       | 32188      |
| Miramont-Latour       | 136               | 32390       | 32255      |
| Montestruc-sur-Gers   | 597               | 32390       | 32286      |
| Pauilhac              | 477               | 32500       | 32306      |
| Pis                   | 80                | 32500       | 32318      |
| Préchac               | 153               | 32390       | 32329      |
| Puységur              | 80                | 32390       | 32337      |
| Réjaumont             | 175               | 32390       | 32341      |
| Sainte-Radegonde      | 170               | 32500       | 32405      |
| La Sauvetat           | 335               | 32500       | 32417      |
| Taybosc               | 56                | 32120       | 32441      |
| Urdens                | 181               | 32500       | 32457      |

## Administration

### Conseillers généraux de 1833 à 2015
| Période                                  | Période                   | Identité                                       | Étiquette    | Qualité |
| ---------------------------------------- | ------------------------- | ---------------------------------------------- | ------------ | --- |
| 1833                                     | 1841                      | Antoine-Louis de Percin (1769-1850)            |              | Maire de Fleurance (1832-1848)                                                                                          |
| 1841                                     | 1845                      | Urbain Lézian                                  |              | Négociant à Fleurance                                                                                                   |
| 1845                                     | 1848                      | Jean Jacques Denjoy                            |              | Ancien notaire à Fleurance, conseiller d'arrondissement                                                                 |
| 1848                                     | 1852                      | M. Cahuzac                                     |              | Avocat, propriétaire à Fleurance                                                                                        |
| 1852                                     | 1871 (annulation)         | Justin Denjoy (1820-1907)                      |              | Maire de Fleurance (1871-1883)                                                                                          |
| 1872                                     | 1889 (décès)              | Jean Jacques François Henry Denjoy (1819-1889) | Républicain  | Propriétaire à Fleurance Ancien maire de Fleurance (1861-1870)                                                          |
| 1889                                     | 1901                      | François-Joseph Aylies (1847-1928)             | Républicain  | Directeur politique du Républicain Orléanais Président du Conseil général (1899-1901)                                   |
| 1901                                     | 1919 (décès)              | Louis Descat                                   | Républicain  | Propriétaire, maire de Montestruc                                                                                       |
| 1919                                     | 1942 (démission d'office) | Jules Lapeyre                                  | Rad.         | Médecin Maire de Fleurance (1921-1928) Révoqué par le Gouvernement de Vichy                                             |
|                                          |                           |                                                |              | |
| 1943                                     | 1945                      | Edmond Cournet                                 |              | Maire de Céran Membre de la Commission administrative départementale (1940-1943) Nommé conseiller départemental en 1943 |
|                                          |                           |                                                |              | |
| 1945                                     | 1961                      | Paul-Émile Descomps                            | SFIO         | Censeur de lycée Maire d'Auch (1947-1959) Président du Conseil général (1945-1949) Sénateur (1948-1959)                 |
| 1961                                     | 1973                      | Roger Noyer                                    | SFIO puis PS | Maire de Fleurance (1960-1965)                                                                                          |
| 1973                                     | 1985                      | Maurice Mességué                               | DVD puis RPR | Herboriste Président de la Chambre de Commerce et d'Industrie du Gers Maire de Fleurance (1971-1989)                    |
| 1985                                     | 1992                      | Claude Gallardo                                | DVG          | Médecin Maire de Fleurance (1989-1990)                                                                                  |
| 1992                                     | 1998                      | Pierre Combedouzon                             | DVD          | Agriculteur à Brugnens                                                                                                  |
| 1998                                     | 2004                      | Raymond Vall                                   | PRG          | Directeur commercial Maire de Fleurance (1995-2017)                                                                     |
| 2004                                     | 2011                      | Pierre Combedouzon                             | UMP          | Maire de Brugnens |
| 2011                                     | 2015                      | Bruno Mattel                                   | PRG          | Cadre Adjoint au maire de Fleurance                                                                                     |
| Les données manquantes sont à compléter. |                           |                                                |              | |

### Conseillers d'arrondissement (de 1833 à 1940)
Le canton de Fleurance avait deux conseillers d'arrondissement.
Il appartenait à l'arrondissement de Lectoure jusqu'à sa disparition en 1926.
| Période | Période | Identité                             | Étiquette   | Qualité |
| ------- | ------- | ------------------------------------ | ----------- | --- |
| 1833    | 1842    | M. Cadéot                            |             | Propriétaire à Fleurance                                                                                    |
| 1833    | 1845    | Jean Jacques Denjoy (1780-1856)      |             | Notaire à Fleurance                                                                                         |
| 1842    | 1848    | M. Mellis                            |             | Propriétaire à Fleurance                                                                                    |
| 1845    | 1848    | Louis Bonaventure Duprat (1803-1862) |             | Propriétaire à Saint-Lary                                                                                   |
|         |         |                                      |             | |
| 1880    |         | Théophile Clavé (1838-1903)          | Républicain | Médecin, ancien maire de Fleurance (1870-1871)                                                              |
| 1880    |         | M. Rives                             | Républicain | |
|         | 1898    | M. Descomps                          |             | |
| 1889    | 1898    | Justin Castarède                     | Républicain | |
| 1898    |         | Louis Descat                         | Radical     | Propriétaire, maire de Montestruc-sur-Gers                                                                  |
| 1898    |         | Jean Junqua                          | Radical     | Propriétaire viticulteur, ancien maire de Brugnens                                                          |
| av.1904 |         | M. Boret                             | Radical     | Propriétaire à Fleurance                                                                                    |
|         |         | M. Goudin                            | Radical     | |
|         |         | M. Batx                              | Radical     | |
| 1922    | 1937    | Jean Montiès (1874-1945)             | SFIO        | Viticulteur et négociant, adjoint au maire de Fleurance                                                     |
| 1922    |         | M. Sounes                            | SFIO        | |
|         |         | M. Cabrais-Colomès                   |             | Maire de Montestruc                                                                                         |
| 1938    | 1940    | M. Garipuy                           | Radical     | |
| 1940    |         |                                      |             | Les conseils d'arrondissement ont été suspendus par la loi du 12 octobre 1940 et n'ont jamais été réactivés |

## Démographie
| 1962  | 1968  | 1975  | 1982  | 1990  | 1999  | 2006   | 2011   | 2012   |
| ----- | ----- | ----- | ----- | ----- | ----- | ------ | ------ | ------ |
| 8 381 | 9 045 | 9 399 | 9 504 | 9 936 | 9 896 | 10 204 | 10 515 | 10 551 |